# Hartelkanal

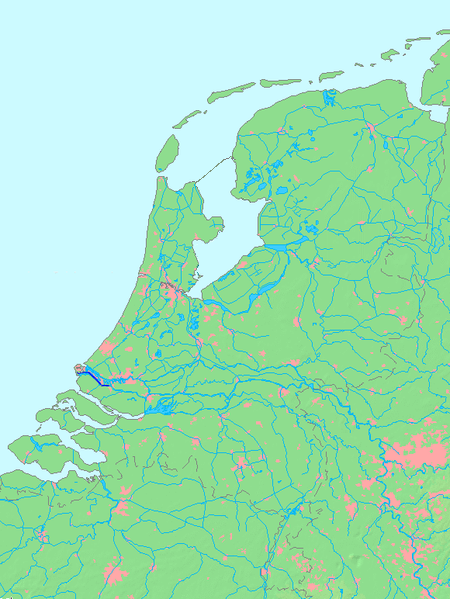
Lage des Hartelkanals

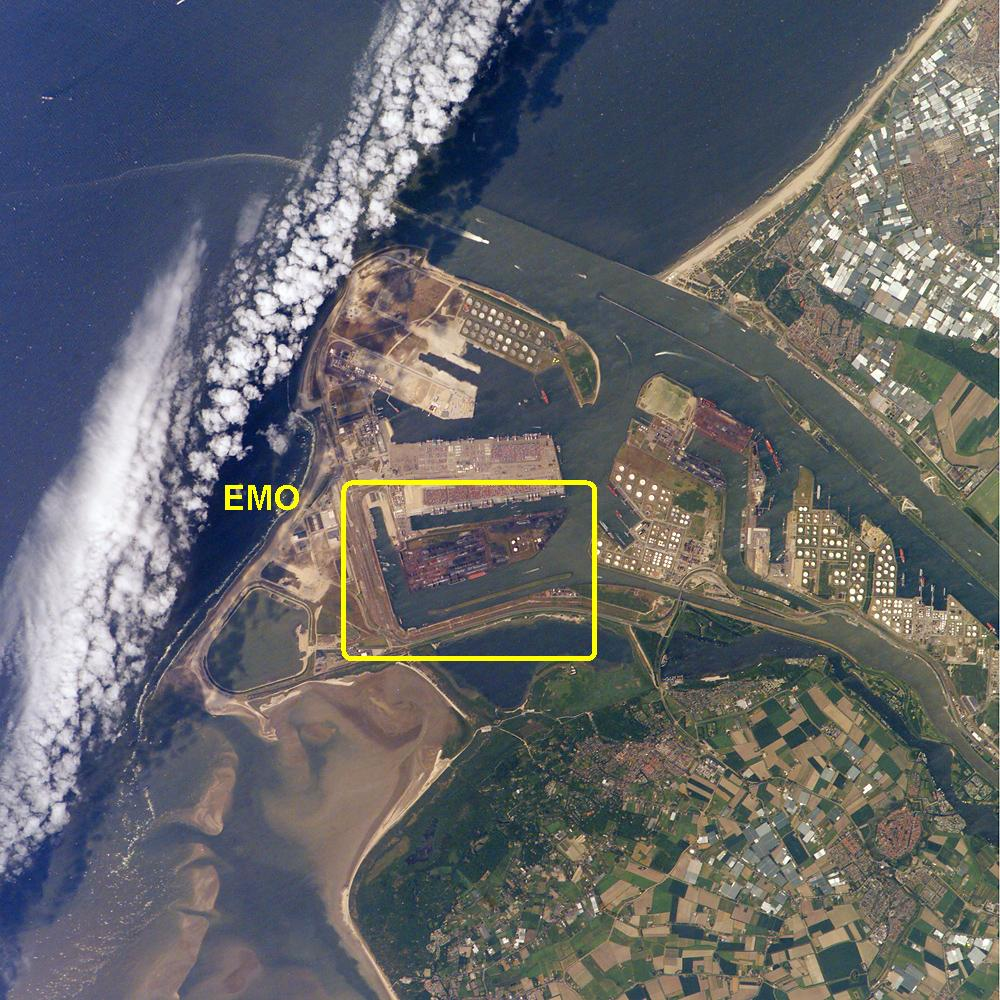
Hartelkanal (endet, wo gelbes Viereck beginnt)

Der Hartelkanal ist ein zum Nieuwe Waterweg paralleler Kanal im Rhein-Maas-Delta. Der Kanal verbindet die Oude Maas mit dem Hartelhaven im Bereich des Tiefwasserhafens Maasvlakte. Der Kanal ist 24 Kilometer lang und mit der Klasse VIc klassifiziert. Er wurde zwischen 1962 und 1973 angelegt.
Der Hartelkanaal wird hauptsächlich von der Schubschifffahrt benutzt, die Erze und Kohlen für die deutsche Stahlindustrie transportiert. Umschlagbetriebe sind dort der Europees Massagoed Overslagbedrijf (EMO) und der Ertsoverslagbedrijf Europoort.

## Geschichte
Der Hartelkanal wurde für die Binnenschifffahrt angelegt, während der parallel verlaufende Calandkanal für die Seeschifffahrt bestimmt war. Der Hartelkanal war durch die Hartelschleuse von der Alten Maas getrennt und dadurch ein Süßwasserkanal ohne Gezeiten. Über die Rosenburgschleuse bestand für die Binnenschifffahrt eine Verbindung zwischen beiden Kanälen. Ende 1997 wurde der Beerdam zwischen dem Beerkanaal im Europoort und dem Hartelkanaal durchbrochen und die Hartelschleusen geöffnet. Mittlerweile ist der Hartelkanal ein Brackwasserkanal mit Gezeiteneinfluss. Zum Schutz des dahinter liegenden Gebiets gegen Sturmfluten wurde bei  Spijkenisse ein Sperrtor, das Hartel-Sturmflutwehr, gebaut; es hat dieselbe Funktion wie das Maeslant-Sturmflutwehr.